# Acer Iconia 6120
Acer Iconia — планшетный компьютер с двумя 14" сенсорными экранами сделанный Acer и открыт 23 ноября 2010 года. В отличие от большинства своих аналогов, Iconia имеет собственный сенсорный интерфейс. Представитель Acer так объясняет логику использования двойного экрана: «Для улучшения читаемости веб-страниц или документов окно может быть распределено на оба экрана или же на каждом экране можно отображать разные окна».
На выставке CES 2011 планшетный компьютер Acer Iconia занял первое место как «Лучшая новинка года» (Last Gadget Standing). «Мы проанализировали текущие потребности пользователей и создали ряд удобных в использовании устройств с сенсорными экранами, в том числе смартфоны, ноутбуки, моноблоки, планшеты, а также планшет-ноутбук Iconia. На данный момент ни один другой производитель вычислительной техники не предлагает пользователям такое разнообразие сенсорных устройств», — сказал Джим Вонг, Вице-президент корпорации Acer. — Сочетание процессора Intel® Core™ i5 и двух сенсорных экранов в ноутбуке Iconia позволили создать принципиально новое устройство, обеспечивающее ещё более естественное взаимодействие пользователя с компьютером".
Ноутбук состоит из пары 14-дюймовых (36 см) сенсорных дисплеев с LED-подсветкой, разрешением 1366*768 пикселей. Дисплеи покрыты стеклом марки Gorilla Glass. Один из экранов заменяет клавиатуру, оба они поддерживают 10-точечный multi-touch. Дисплеи могут работать как независимо, так и в виде одного большого экрана. Устройство весит 6,1 фунтов (2,8 кг). Ноутбук работает под управлением ОС Windows 7 Home Premium (64-bit) на процессоре Intel Core i5-480M/i5-560M/i5-580M (2,66 ГГц). Ноутбук оснащен оперативной памятью DDR3 объёмом 4 Гбайт, жестким диском ёмкостью 750 или 640 Гбайт, встроенным графическим адаптером Intel HD, адаптером беспроводных сетей Bluetooth 3.0 и Wi-Fi 802.11b/g/n, модемом 3G. Web-камера на 1.3 Мп. На борту также имеется веб-камера CrystalEye, Ethernet, 4-секционная батарея, обеспечивающая до 3-х часов работы, 2 порта USB 2.0, порт USB 3.0 плюс разъемы VGA/HDMI.
Для того, чтобы насладиться всеми особенностями ноутбука, операционная система Windows 7 Home Premium дополнена большим количеством фирменных приложений Acer, облегчающего пальцевый ввод данных: комплекс приложений, получивший название Acer Ring, представлен программами Virtual Keyboard, Gesture Editor, Window Manager и Device Control Console. Каждая из них выполняет свои функции: Virtual Keyboard выводит на экран виртуальную клавиатуру и тачпад, Gesture Editor позволяет пользователю задать жесты и движения, которые в дальнейшем будут сопоставлены с определённым приложением или функцией и т. д. В декабре Acer выпустил Software Development Kit (SDK) для своего изделия, отмечая при этом, что все жесты управления и сенсорные меню были созданы самостоятельно.
Ноутбук Acer Iconia поступил в продажу в российских розничных сетях в начале 2011 года по ориентировочной цене от 59 000 рублей.

## Технические характеристики
| Программное обеспечение                  | Программное обеспечение |
| ---------------------------------------- | --- |
| Операционная система                     | Genuine Microsoft Windows 7 Home Premium, 64 бита |
| Процессор                                | |
| Центральный процессор                    | Intel Core i5 |
| Индекс                                   | 480M/560M/580M |
| Частота процессора                       | 2.67 ГГц (Turbo Boost до 2.93, 3.20 или 3.33 ГГц) |
| Кэш L3 (уровень 3)                       | 3072 КБ |
| Чипсет                                   | Mobile Intel HM55 Express Chipset(северный мост) |
| Потребляемая мощность                    | 35 W |
| Частота шины                             | 1066 МГц |
| Объём памяти                             | |
| Тип оперативной памяти                   | DDR3-1066 (PC3-8500) |
| Объём оперативной памяти                 | 4 ГБ |
| Максимально устанавливаемый объём        | 8 ГБ используя два модуля soDIMM |
| Количество разъёмов                      | 2 (всего) |
| Накопитель                               | жесткий диск (HDD) |
| Интерфейс накопителя                     | SATA |
| Скорость вращения жесткого диска         | 5400 об/мин |
| Объём накопителя                         | 320/500/640/750 GB или больше |
| Изображение                              | |
| Тип экрана                               | ЖК-дисплеи AcerCineCrystal на токоплёночных транзисторах со светодиодной подсветкой, с поддержкой полноадресуемой сенсорной функции |
| Количество                               | 2 |
| Стекло                                   | Закалённое стекло с покрытием, защищённым от загрязнения пальцами |
| Диагональ экрана                         | 14" HD |
| Количество цветов                        | 16.7 миллионов цветов |
| Разрешение и формат экрана               | 1366 x 768 WXGA высокой яркости (200-nit) |
| Формат изображения                       | 16:9 |
| Графический процессор                    | Intel GMA HD с 128 MB выделенной системной памяти |
| Декодирование                            | MPEG-2/DVD, WMV9 (VC-1) и H.264 (AVC) |
| Внешнее разрешение / скорости обновления | Порт VGA до 2560 x 1600: 60 Hz, Порт HDMI до 1920 x 1200: 60 Hz |
| DirectX                                  | поддержка MicrosoftDirectX 10 |
| Камера                                   | WEB-камера Acer CrystalEye (1280x1024) |
| Количество пикселей                      | 1.3 Мегапикселей |
| Звук Acer Iconia                         | |
| Звуковые устройства                      | микрофон; стереодинамики |
| Звучание                                 | Оптимизированное посредством Dolby Home Theater v3 с технологиями Dolby Digital Live, Dolby Pro Logic IIx, Dolby Headphone, Dolby Natural Bass, DolbySound Space Expander, Dolby Audio Optimization, Dolby High Frequency Enhancer |
| Поддержка звука высокой чёткости         | есть |
| Совместимость с MS-Sound                 | есть |
| Звуковой чипсет                          | с поддержкой HD (High Definition) |
| Устройства ввода                         | |
| Устройство ввода                         | Многосенсорная виртуальная клавиатура со стандартной раскладкой QWERTY и международной языковой поддержкой, с функциям |
| Способы подключения и соединения         | |
| Тип сети                                 | UMTS/HSPA при 850/900/1900/2100 MHz; GSM/GPRS/EDGE при 850/900/1800/1900 MHz; беспроводная связь Bluetooth V3.0 + HS; беспроводная связь Wi-Fi; подключение по выделенной линии 10/100/1000 МБит |
| Беспроводные стандарты                   | IEEE 802.11b; IEEE 802.11g; IEEE 802.11n |
| Интерфейсы / Коннекторы                  | USB 3.0 — Type A ; USB 2.0 — 2 x Type A; выход VGA — HD-15; выход аудио/наушники — mini phone stereo 3.5 mm; вход микрофон — mini phone 3.5 mm; Ethernet — RJ-45; HDMI(мультимедийный интерфейс высокой чёткости) — 19-pin Molex с поддержкой HDCP (системы защиты цифрового содержимого, передаваемого по каналам с высокой пропускной способностью); eSATA; S/PDIF |
| Система питания                          | |
| Время автономной работы                  | 3 ч. |
| Заряд автономного источника              | внешний адаптер питания |
| Технология                               | литий-ионная (Li-Ion) |
| Батарея                                  | 4 — секционная |
| Ёмкость                                  | 44 Wh 3000 mAh |
| Габариты и вес                           | |
| Габариты                                 | 347 (Д) x 248.5 (Ш) x 19/31.9 (В) мм (13.53 x 9.69 x 0.74/1.24 дюймов) |
| Вес                                      | 2.8 кг |
| Толщина корпуса в открытом состоянии     | 19 мм |
| Толщина корпуса в закрытом состоянии     | 31.9 мм |
| Доп. информация                          | |
| Средства безопасности                    | гнездо для замка, пароли пользователя BIOS user, supervisor, HDD |